# Manuel Joaquín Tarancón y Morón
Manuel Joaquín Tarancón y Morón (Covarrubias, 20 marzo 1782 – Siviglia, 26 agosto 1862) è stato un cardinale e arcivescovo cattolico spagnolo.

## Biografia

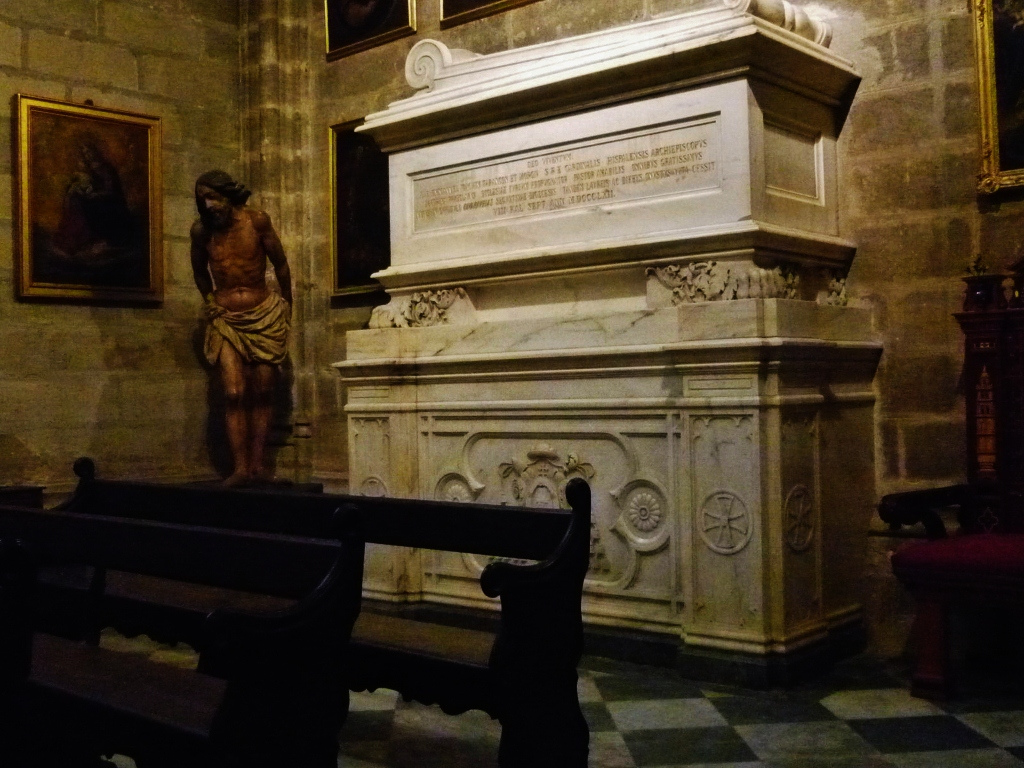
Monumento funebre del cardinale nella cattedrale di Siviglia

Nacque a Covarrubias il 20 marzo 1782; studiò all'Università di Valladolid, dove si laureò in legge, e all'Università di Osma, dove nel 1807 completò gli studi di diritto canonico.
Il 4 ottobre 1847 fu nominato vescovo della diocesi di Cordova e consacrato il 2 gennaio dell'anno successivo. Fu promosso alla sede metropolitana di Siviglia il 3 agosto 1857.
Papa Pio IX lo elevò al rango di cardinale nel concistoro del 15 marzo 1858.
Morì il 26 agosto 1862 all'età di 80 anni, senza aver ricevuto la berretta cardinalizia ed il titolo; è sepolto nella cattedrale di Siviglia.

## Genealogia episcopale e successione apostolica
La genealogia episcopale è:
- Cardinale Scipione Rebiba
- Cardinale Giulio Antonio Santori
- Cardinale Girolamo Bernerio, O.P.
- Arcivescovo Galeazzo Sanvitale
- Cardinale Ludovico Ludovisi
- Cardinale Luigi Caetani
- Cardinale Ulderico Carpegna
- Cardinale Paluzzo Paluzzi Altieri degli Albertoni
- Papa Benedetto XIII
- Papa Benedetto XIV
- Papa Clemente XIII
- Cardinale Marcantonio Colonna
- Cardinale Giacinto Sigismondo Gerdil, B.
- Cardinale Giulio Maria della Somaglia
- Cardinale Luigi Lambruschini, B.
- Cardinale Giovanni Brunelli
- Cardinale Manuel Joaquín Tarancón y Morón

La successione apostolica è:
- Vescovo José Escolano y Fenoi (1848)
- Vescovo Antonio Rafael Domínguez y Valdecañas (1857)